# Próbka toroidalna

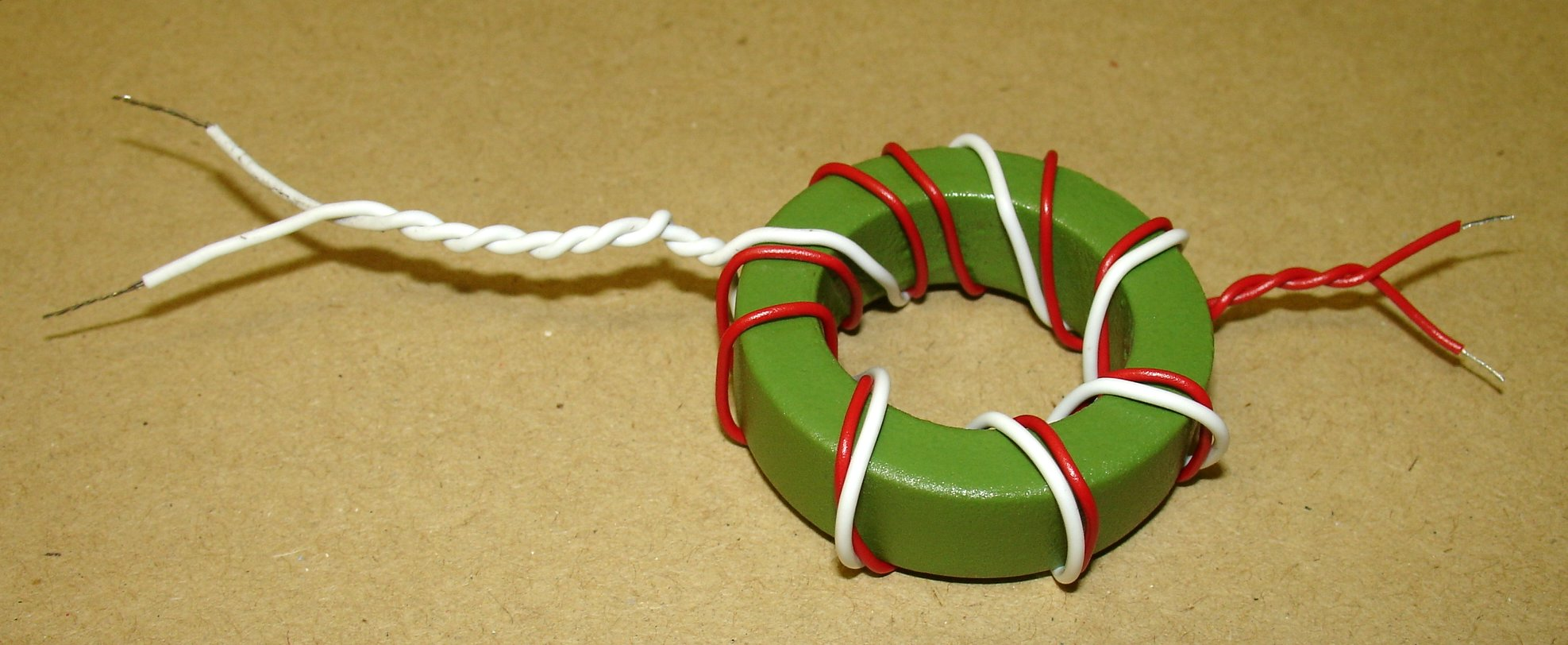
Próbka toroidalna z nawiniętymi uzwojeniami pomiarowymi: pierwotnym (białym) i wtórnym (czerwonym)

Próbka toroidalna – znormalizowane jarzmo pomiarowe, jest to próbka materiału magnetycznego do pomiaru własności magnetycznych materiałów magnetycznie miękkich, wykonana w postaci toroidu oraz nawiniętych na nim dwóch uzwojeń (pierwotnego i wtórnego), tworząc transformator toroidalny.
Przy pomiarze zakłada się, że cały strumień magnetyczny zamyka się w badanej próbce, której przekrój uznaje się za stały na całym obwodzie. Przyjmuje się również, że próbka namagnesowana jest w sposób jednorodny. Przy zachowaniu odpowiednich warunków pomiaru (np. stosunek średnicy zewnętrznej do wewnętrznej jest mniejszy niż 1,1) próbka toroidalna praktycznie zapewnia te warunki i umożliwia wykonanie pomiaru z dużą dokładnością.
Pomiar strat mocy odbywa się poprzez wykorzystanie metody watomierzowej, w której mierzony jest prąd pierwotny i napięcie wtórne. Podczas pomiaru układ zachowuje się jak nieobciążony transformator.
W Europie (w tym w Polsce) warunki pomiaru przy użyciu próbki toroidalnej reguluje międzynarodowa norma IEC 60404-6:2004 Magnetic materials – Part 6: Methods of measurement of the magnetic properties of magnetically soft metallic and powder materials at frequencies in the range 20 Hz to 200 kHz by the use of ring specimens.